# Jakovlje (Serbia)
Jakovlje (cyr. Јаковље) – wieś w Serbii, w okręgu niszawskim, w gminie Aleksinac. W 2011 roku liczyła 270 mieszkańców.